# District Council of Streaky Bay
District Council of Streaky Bay is een Local Government Area (LGA) in de Australische deelstaat Zuid-Australië.